# Melvin R. Laird

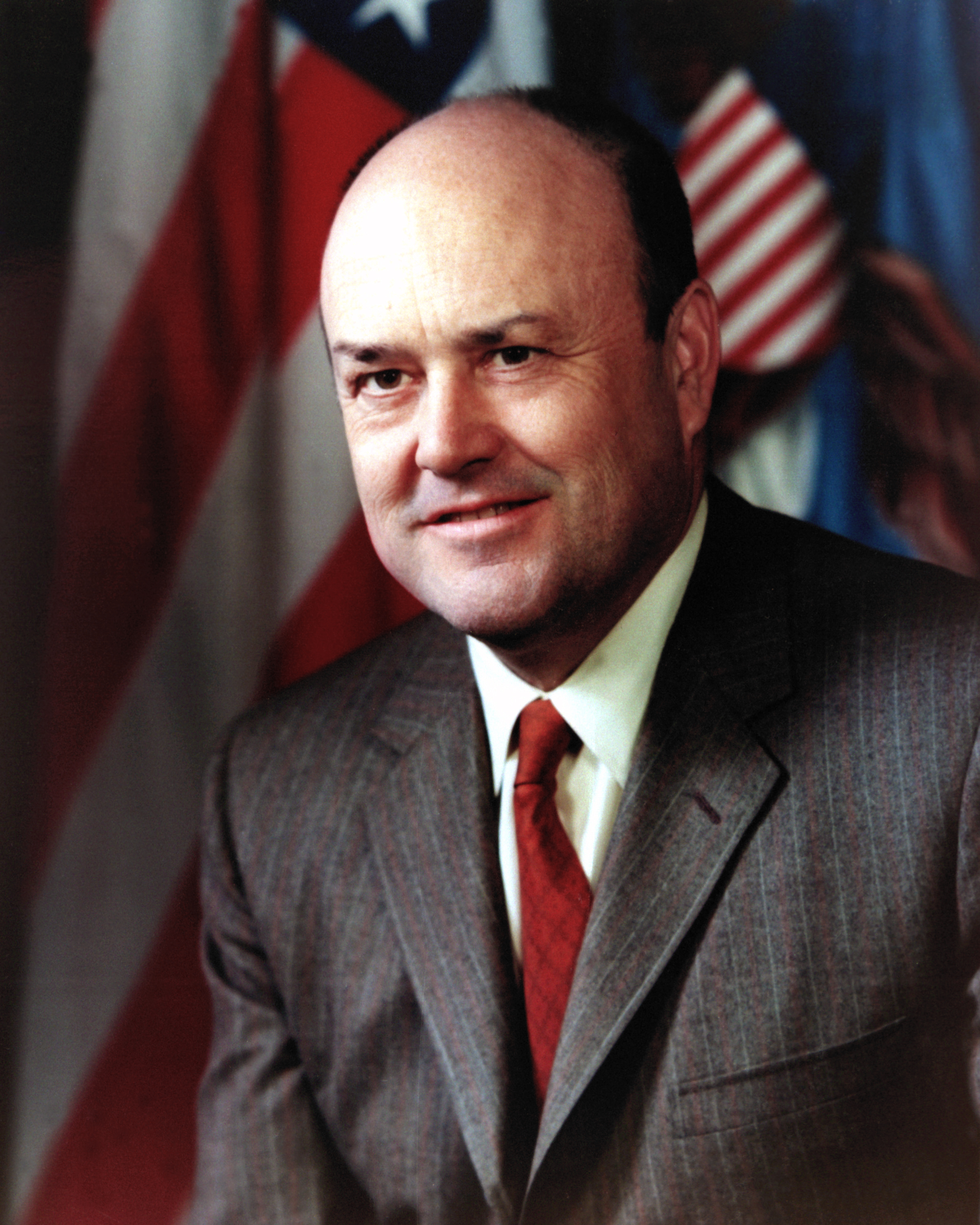
Melvin R. Laird (undatiert)

Melvin Robert (Bom) Laird (* 1. September 1922 in Omaha, Nebraska; † 16. November 2016 in Fort Myers, Florida) war ein US-amerikanischer Politiker (Republikanische Partei), von 1969 bis 1973 US-Verteidigungsminister und Autor.

## Leben
Melvin Laird ist der Enkel von William D. Connor (1864–1944), der zwischen 1907 und 1909 Vizegouverneur von Wisconsin war. Seine Nichte Jessica Laird Doyle ist die Ehefrau des ehemaligen Gouverneurs von Wisconsin, Jim Doyle. Er schloss 1942 mit einem B.A. sein Studium am Carleton College in Minnesota ab und diente anschließend in der US Navy. 1946 bis 1952 war er Nachfolger seines Vaters im Senat von Wisconsin und ab 1952 Abgeordneter im US-Repräsentantenhaus. Von 1961 bis 1965, also im 89. und 90. Kongress der Vereinigten Staaten, war er der Vorsitzenden der House Republican Conference und somit der dritthöchste Republikaner nach dem republikanischen Parteiführer (Minority-Leader) Gerald Ford und dem republikanischen Minority-Whip Leslie Cornelius Arends. Präsident Richard Nixon berief ihn 1969 als zehnten US-Verteidigungsminister in sein Kabinett.
Er drängte Nixon zur Weiterführung der Vietnamisierung des Vietnamkriegs. Zur Stärkung der südvietnamesischen Armee startete er 1972 das Projekt Enhance Plus, das kurzzeitig Erfolge zeigte. Zu Beginn der 1970er Jahre erhielt er eine Briefbombe der Terrororganisation „Schwarzer September“. Laird trat während der Watergate-Affäre zurück. Am 30. Januar 1973 folgte ihm Elliot L. Richardson als Verteidigungsminister nach. Laird arbeitete anschließend als Berater für internationale Beziehungen unter anderem für Reader’s Digest.